# Sandy Adams
Sandra "Sandy" Adams, precedentemente Seton (Wyandotte, 14 dicembre 1956), è una politica statunitense, membro della Camera dei Rappresentanti per lo stato della Florida dal 2011 al 2013.

## Biografia
Dopo aver prestato servizio nella United States Air Force, la Adams lavorò come investigatore nell'ufficio dello sceriffo della Contea di Orange.
Dopo essere rimasta vedova di Frank Seton, un poliziotto ucciso in servizio, Sandy sposò il giudice John Adams, dal quale ebbe tre figli: John, Sonya e Kathryn.
Nel 2010 si candidò alla Camera dei Rappresentanti e sconfisse la deputata democratica in carica Suzanne Kosmas. Nel 2012 chiese la rielezione nello stesso distretto del deputato John Mica, che la sconfisse nelle primarie. La Adams dovette così lasciare il Congresso dopo un solo mandato.
Politicamente, la Adams fa parte del cosiddetto Tea Party, una corrente di stampo estremamente conservatore nata all'interno del Partito Repubblicano.